# Samoborček
Samoborček je naziv za vlak, odnosno uskotračnu željeznicu koja je spajala Zagreb sa Samoborom od 1901. do 1979. Željeznica je predana u javni promet 16. siječnja 1901. i taj dan se smatra njezinim rođendanom. Samoborček je prometovao jednokolosječnom prugom širine 760 mm. Pruga je najprije bila dugačka 19 km, a početkom 1950-ih produžena je do Bregane za potrebe tada novoosnovane tvornice "Vladimir Bakarić" u Bregani. Produženje trase do Bregane izvedeno je s nedostacima, što se odrazilo na poslovanje poduzeća "Gradske željeznice u Zagrebu", osnovanog 1950. godine odlukom Narodnog odbora grada Zagreba. Inače, Gradska željeznica bila je jedina željeznica u tadašnjoj Jugoslaviji koja je poslovala po samostalnom računu (odnosno nije poslovala u sastavu Jugoslavenskih državnih željeznica).
Samoborček je posljednji put vozio na Staru godinu, 31. prosinca 1979.

## Vučna sredstva
Do 1950-ih godina Samoborček su vukle parne lokomotive, prosječnom brzinom 15 do 20 km/h. Vicinalna željeznica Zagreb - Samobor d.d., kako se u početku zvalo poduzeće koje je upravljalo ovom željeznicom, nabavljalo je uvijek rabljene lokomotive ili ih je uzimalo u zakup. Najviše je bilo devet lokomotiva, a radilo se o malim i laganim lokomotivama za ravničarske pruge koje nisu zahtijevale jače tračnice. 
Kasnije su izgrađeni dizelski motorni vlakovi, poznati kao  "Srebrna strijela", koji su imali maksimalnu brzinu od 60 km/h. Prvi motorni vlak svečano je pušten u promet 29. travnja 1959. Radilo se tada o jednom od prvih vlakova u svijetu kojemu su i glavni nosivi dijelovi bili izgrađeni od aluminija.

### Parne lokomotive
- Arad 0-6-0 t-n2, 88/1900, ZSV A 1
- Arad 0-6-0 t-n2, 89/1900, ZSV A 2
- Arad 0-6-0 t-n2, 90/1900, ZSV A 3
- Bp 0-6-0 t-n2, 2001/1907
- Smo 0-6-0 t-n2, /1900
- Maff 0-6-0 t-n2, 4120/1925
- O&K 0-6-0 t-n2, 12112/1930
- 8 Bp 0-6-0 t-n2, 2170/1909
- Bp 0-8-0 t-n2, 5607/1948,
- Bp 2195/1910, ex Borsa no. 24
- 1336 KrLi 0-8-0 t-n2, 1336/1923,
- 71-006 O&K 0-6-0 t-n2,
- 1121-04 Chr 0-2-0 t-n2, 1798/1947,
- 80-008 Bp 0-8-0 t-n2, 3804/1915,
- 10-129 Jung 10129/1944,

### Dizel lokomotive
- M 20-752,
- M 1,
- M 3, Gmeinder, Bo'
- M 4, Semering, Bo',
- M 21, Moes DLM-6 ("Štakor")
- M 31, Gmeinder, Co'
- M 32, Gmeinder, Co'

### Dizelmotorni vlakovi
- M 1, Gmeinder, 1934., Bo,
- M 2, Gmeinder, 1934., Bo,
- DEV I, Gredelj/GZS, 1959., Bo-Bo + B-B + Bo-Bo
- DEV II, Gredelj/GZS, 1961., Bo-Bo + B-B + Bo-Bo
- DEV III, Gredelj/GZS, 1962., Bo-Bo + B-B + Bo-Bo
- DEV IV, Gredelj/GZS, 1970., Bo-Bo + Bo-Bo
- DEV V, Gredelj/GZS, 1965., Bo-Bo

#### Tehničke značajke vlaka DEV[1]
- dužina: 46,1 m
- širina: 2,5 m
- visina: 3,3 m
- broj sjedišta: 184
- broj stajaćih mjesta: 118
- masa vlaka: 42.200 kg
- najveći osovinski pritisak: 5,5 t
- najveća brzina: 60 km/h

## Planovi
Hrvatske željeznice imaju u planu izgraditi prugu od Podsuseda (priključak na prugu Savski Marof – Zaprešić – Zagreb) do Samobora.

## Zanimljivosti
Dio radnje hrvatskog filma Kreše Golika Tko pjeva zlo ne misli odvija se u Samoborčeku.
Danas u Samoboru postoji autobusna tvrtka Samoborček zadužena za dio linija unutar grada.

## Vanjske poveznice
- Samoborček Hrvatska tehnička enciklopedija, portal hrvatske tehničke baštine. LZMK